# Cerekvička-Rosice
Cerekvička-Rosice est une commune du district de Jihlava, dans la Vysočina, en République tchèque. Sa population s'élevait à 231 habitants en 2024.

## Géographie
Cerekvička-Rosice se trouve à 8 km au sud de Jihlava et à 117 km au sud-est de Prague.
La commune est limitée par Čížov au nord, par Brtnice à l'est, par Stonařov et Suchá au sud, et par Vílanec à l'ouest.

## Histoire
La première mention écrite de la localité remonte à 1358.

## Transports
Par la route, Cerekvička-Rosice se trouve à 8 km de Jihlava et à 138 km de Prague.